# Guizong Zhichang
Guizong Zhichang (chiń. 归宗智常, pinyin Guīzōng Zhìcháng; kor. 귀종지상 Kwijong Chisang; jap. Kishū Chijō; wiet. Qui Tông Trí Thường; ur. VIII wiek, zm. IX wiek) – chiński mistrz chan szkoły hongzhou, jeden z głównych uczniów mistrza Mazu Daoyi.

## Życiorys
Zachowało się o nim niewiele informacji biograficznych. Był jednym z tych uczniów, którzy dołączyli do Mazu Daoyi w czasie jego pobytu w klasztorze Kaiyuan.
Po osiągnięciu oświecenia i otrzymaniu przekazu Dharmy Zhichang w okresie Yuanhe (806–820) udał się na górę Lu i prowadził klasztor Guizong, przemianowany później na klasztor chan Guizong. Był on położony na południowym zboczu góry.
Zhichang był pierwszym mnichem chan, który został w tym klasztorze opatem. Zyskał przydomek Czerwonookiego Guizonga ze względu na zapalenie oka.
Jego wspólnota rozwijała się i Zhichang stał się lokalnym religijnym liderem. Wszedł w kontakt z wysokimi lokalnymi urzędnikami i intelektualstami, którzy odwiedzali go w klasztorze. Wśród nich byli: znany poeta Bo Juyi (772–846) i uczędnik Li Bo, którego dziełem jest stela nagrobna mistrza. Ponieważ w zbiorach tekstów chanu zachowało się kilka jego wierszy, można przypuszczać, że sam mistrz także interesował się poezją.
Bo Juyi poznał mistrza najpewniej między 815 a 818 r., gdy piastował stanowisko marszałka dworu w Jiangzhou. Na górze Lu miał swoją chatkę, gdzie udawał się na odosobnienia. Swoje doświadczenia opisał w 817 r. w znanym eseju „Caotang ji” („Zapiski z chaty krytej strzechą”). Napisał także wiersz dla Zhichanga i uczył się od niego buddyzmu chan.
Li Bo (znany także jako Li Wanjuan – Li 10,000 zwojów) był przyjacielem Bo Juyi. Także interesował się buddyzmem i także był marszałkiem w Jingzhou. W Zutang ji zachowała się zapisana rozmowa między nim a Zhichangiem, która odbyła się zapewne w 822 r.:
| Li Wanjuan spytał mistrza: Wśród buddyjskich nauk jest takie powiedzenie „Góra Sumeru przyjmuje nasionko musztardy, a nasionko musztardy przyjmuje górę Sumeru”. Nikt nie będzie wątpił, że góra Sumeru może przyjąć nasiono musztardy, ale jeśli chodzi o nasiono musztardy przyjmujące góre Sumeru, czy to nie jest naprawdę fałszywe zdanie?” Mistrz odpowiedział pytaniem: „Jakiego rodzaju masz kwalifikacje, aby służyć krajowi?” Gniewnym głosem Li opowiedział „Czy czcigodny nie słyszał, że twój uczeń opanował 10,000 zwojów [klasycznych tekstów]?” Mistrz odpowiedział „Dlaczego próbujesz mnie oszukać?” Li powiedział „Jak próbuję cię oszukać?” Mistrz powiedział „Ponieważ wielkość twojego ciała utworzonego z czterech elementów może być porównana do nasiona [wspomnianego w poprzednim przykładzie], gdzie umieściłeś te 10,000 zwojów [tekstu]?” Po usłyszeniu tych słów Li wyraził szacunek i podziękował mistrzowi, a potem został jego [uczniem]. |

W IX w. Guizong był uważany za jednego z głównych uczniów Mazu. W tekście autorstwa mistrza chan Huangbo Xiyuna można przeczytać:
| Wśród 84 uczniów wielkiego nauczyciela Ma, który usiadł w miejscu oświecenia, liczba tych, którzy uzyskali właściwe oko nauczyciela Ma, nie przekracza 2 lub 3. Czcigodny Lushan [czyli Zhichang] był jednym z nich. |

Wiadomo także, że mistrz miał uczniów z Korei.

## Linia przekazu Dharmy
Pierwsza liczba oznacza pokolenia mistrzów od 1 Patriarchy indyjskiego Mahakaśjapy.
Druga liczba oznacza pokolenia od 28/1 Bodhidharmy, 28 Patriarchy Indii i 1 Patriarchy Chin.
- 33/6. Huineng (638–713)
  - 34/7. Nanyue Huairang (677–744)
    - 35/8. Mazu Daoyi (709–788) szkoła hongzhou
      - 36/9. Panyun Zhushi (740–808)
      - 36/9. Guizong Zhichang (bd)
        - 37/10. Furong Lingxun (bd) tytuł pośmiertny – Hongzhao
        - 37/10. Gao’an Dayu (bd) pojawia się w przypadku 86 z Congrong lu
          - 38/11. Weishan Lianran (bd)
          - 38/11. Moshan Liaoran (zm. 895) mniszka – mistrzyni chan